# 科科倫藝術館
科科倫藝術館（Corcoran Gallery of Art）是已經關閉的、位於美國華盛頓特區的一座美術館，现在是科科伦艺术与设计学院所在地，是乔治华盛顿大学的一部分。它由美國銀行家威廉·威爾森·科科倫成立於1869年，曾是特區內最古老的私立文化機構之一。
在關閉之前，該艺术馆主要收藏美國藝術品，有埃德加·德加、托馬斯·庚斯博羅、克洛德·莫奈和愛德華·霍普等名家的畫作，然而因為財務每況愈下，2014年科科倫信託（Corcoran Trustees）只好將美術館建築本身和其下屬的科科倫藝術與設計學院交給喬治華盛頓大學，將其藏品免費贈給國家藝廊。

## 外部連結
- Corcoran Gallery, GWU and National Gallery close deal to transform Corcoran （页面存档备份，存于）
- Corcoran Gallery of Art （页面存档备份，存于）
- Corcoran Gallery of Art on Google Street View
- Archive of Exhibitions at the Corcoran Gallery of Art